# Comuna Kașperivka, Baranivka
Kașperivka (în ucraineană Кашперівська сільська рада) este o comună în raionul Baranivka, regiunea Jîtomîr, Ucraina, formată din satele Hrînkî, Kașperivka (reședința) și Ozereanka.

## Demografie
Componența lingvistică a satului Kașperivka
     Ucraineană (99,22%)
     Alte limbi (0,71%)
Conform recensământului din 2001, majoritatea populației satului Kașperivka era vorbitoare de ucraineană (99,22%), existând în minoritate și vorbitori de alte limbi.